# Кашкерлам
Кашкерлам (чечен. Кхашка лам, Кхашкаройн лам) — горная вершина в Веденском районе Чеченской Республики.
Высота над уровнем моря составляет 2806 м. Ахмад Сулейманов зафиксировал две горы на севере от Макажоя «Макажойн кхашкаруо» и на юге от Ригахоя «Ригахойн кхашкаруо».

## География
В восточной стороне горы во впадине находится озеро Кезенойам.
Ближайшие населённые пункты Макажой и Харачой.